# Franjo von Allmen
Franjo von Allmen (24 juli 2001) is een Zwitserse alpineskiër en timmerman. Hij werd in 2025 wereldkampioen afdaling en combinatieploeg. In januari 2025 won hij zijn eerste wereldbekerwedstrijd.

## Resultaten

### Wereldkampioenschappen
| Jaar | Plaats   | Resultaten                               |
| ---- | -------- | ---------------------------------------- |
| 2025 | Saalbach | Afdaling · Team combinatie · 12e Super G |

### Wereldbeker
Eindklasseringen
| Seizoen   | Algm | AD     | SG  |
| --------- | ---- | ------ | --- |
| 2023/2024 | 38e  | 17e    | 14e |
| 2024/2025 | 4e   | Zilver | 4e  |

Wereldbekerzeges
| Nr | Datum      | Plaats        | Onderdeel |
| -- | ---------- | ------------- | --------- |
| 01 | 17/01/2025 | Wengen        | Super G   |
| 02 | 22/02/2025 | Crans-Montana | Afdaling  |
| 03 | 08/03/2025 | Kvitfjell     | Afdaling  |